# Курусу-Куатия
Курусу-Куатия (исп. Curuzú Cuatiá) — город в Аргентине на юго-востоке провинции Корриентес. Административный центр одноименного департамента.
Расположен в 312 км к югу от столицы провинции г. Корриентес.
Население в 2010 году составляло 34470 человек.

## История
Основан генералом Мануэлем Бельграно 16 ноября 1810 года, как Нуэстра Сеньора дель Пилар де Курузу Куатиа. Статус города получил 25 сентября 1888 года